# Sous-districts de la Palestine mandataire

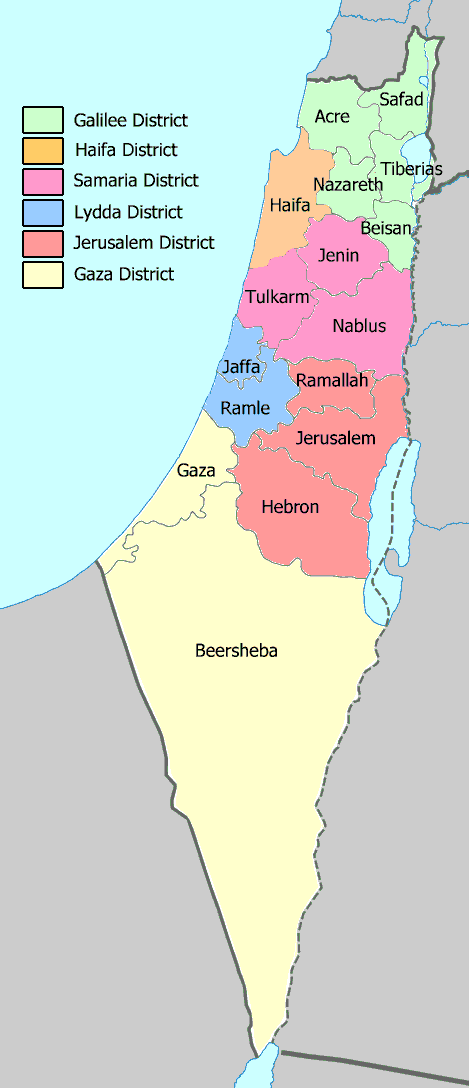
Sous-districts et district en 1945.

La Grande-Bretagne prit possession de la Palestine ottomane à la fin de 1917 - prise de Jérusalem en décembre - et au cours de 1918, dans le cadre de la lutte contre l'Empire ottoman, allié des Allemands depuis octobre 1914. Elle organisa ce territoire dès sa conquête, puis sous le mandat qu'elle reçut de la Société des Nations en 1922. Il fut alors créé par l'administration britannique, placée sous la direction  du Haut  Commissaire en Palestine, des districts et des sous districts, sur le modèle de ceux qui existaient en  Grande- Bretagne. Il y eut alors 6 districts et 16 sous districts, jusqu'au départ des Britanniques de Palestine en mai 1948.  

## Population de la Palestine par sous-district en 1945
| Population de la Palestine par sous-district en 1945 |           |             |             |             |           |             |           |
| Sous-district                                        | Musulmans | Pourcentage | Juifs       | Pourcentage | Chrétiens | Pourcentage | Total     |
| Acre                                                 | 51 130    | 69 %        | 3 030       | 4 %         | 11 800    | 16 %        | 73 600    |
| Beer-Sheva                                           | 6 270     | 90 %        | 510         | 7 %         | 210       | 3 %         | 7 000     |
| Beisan                                               | 16 660    | 67 %        | 7 590       | 30 %        | 680       | 3 %         | 24 950    |
| Gaza                                                 | 145 700   | 97 %        | 3 540       | 2 %         | 1 300     | 1 %         | 150 540   |
| Haïfa                                                | 95 970    | 38 %        | 119 020     | 47 %        | 33 710    | 13 %        | 253 450   |
| Hébron                                               | 92 640    | 99 %        | 300         | <1 %        | 170       | <1 %        | 93 120    |
| Jaffa                                                | 95 980    | 24 %        | 295 160     | 72 %        | 17 790    | 4 %         | 409 290   |
| Jénine                                               | 60 000    | 98 %        | Négligeable | <1 %        | 1 210     | 2 %         | 61 210    |
| Jérusalem                                            | 104 460   | 42 %        | 102 520     | 40 %        | 46 130    | 18 %        | 253 270   |
| Naplouse                                             | 92 810    | 98 %        | Négligeable | <1 %        | 1 560     | 2 %         | 94 600    |
| Nazareth                                             | 30 160    | 60 %        | 7 980       | 16 %        | 11 770    | 24 %        | 49 910    |
| Ramallah                                             | 40 520    | 83 %        | Négligeable | <1 %        | 8 410     | 17 %        | 48 930    |
| Ramle                                                | 95 590    | 71 %        | 31 590      | 24 %        | 5 840     | 4 %         | 134 030   |
| Safed                                                | 47 310    | 83 %        | 7 170       | 13 %        | 1 630     | 3 %         | 56 970    |
| Tibériade                                            | 23 940    | 58 %        | 13 640      | 33 %        | 2 470     | 6 %         | 41 470    |
| Tulkarem                                             | 76 460    | 82 %        | 16 180      | 17 %        | 380       | 1 %         | 93 220    |
| Total                                                | 1 076 780 | 58 %        | 608 230     | 33 %        | 145 060   | 9 %         | 1 845 560 |
| Données provenant de Survey of Palestine             |           |             |             |             |           |             |           |

## Propriétaires des terres par sous-district
Le tableau ci-dessous montre l’appartenance des terres de Palestine par sous-district.
| Appartenance des terres de Palestine par sous-district en 1945 |                          |                         |                     |
| Subdistrict                                                    | Appartenant à des Arabes | Appartenant à des Juifs | Publiques et autres |
| Acre                                                           | 87 %                     | 3 %                     | 10 %                |
| Beer-sheva                                                     | 15 %                     | <1 %                    | 85 %                |
| Beït Shéan                                                     | 44 %                     | 34 %                    | 22 %                |
| Gaza                                                           | 75 %                     | 4 %                     | 21 %                |
| Haïfa                                                          | 42 %                     | 35 %                    | 23 %                |
| Hébron                                                         | 96 %                     | <1 %                    | 4 %                 |
| Jaffa                                                          | 47 %                     | 39 %                    | 14 %                |
| Jénine                                                         | 84 %                     | <1 %                    | 16 %                |
| Jérusalem                                                      | 84 %                     | 2 %                     | 14 %                |
| Naplouse                                                       | 87 %                     | <1 %                    | 13 %                |
| Nazareth                                                       | 52 %                     | 28 %                    | 20 %                |
| Ramallah                                                       | 99 %                     | <1 %                    | 1 %                 |
| Ramle                                                          | 77 %                     | 14 %                    | 9 %                 |
| Safed                                                          | 68 %                     | 18 %                    | 14 %                |
| Tibériade                                                      | 51 %                     | 38 %                    | 11 %                |
| Tulkarem                                                       | 78 %                     | 17 %                    | 5 %                 |
| Données provenant de Land Ownership of Palestine               |                          |                         |                     |

## Référence
1. ↑  (en) prepared in December 1945 and January 1946 for the information of the Anglo-American Committee of Inquiry, A Survey of Palestine : Prepared in December, 1945 and January, 1946 for the Information of the Anglo-American Committee of Inquiry, vol. 1, Washington, Institute for Palestine Studies, 1991, 544 p., relié (ISBN 978-0-88728-211-9, LCCN 90005245), p. 12–13.
2. ↑  Land Ownership of Palestine — Carte préparée par le gouvernement de Palestine d’après les instructions du UN Ad Hoc Committee on the Palestine Question.